# Herman Johannes Lam
Herman Johannes Lam (Veendam, 3 de enero de 1892 - Leiden, 15 de febrero de 1977) fue un botánico, pteridólogo y briólogo neerlandés
Era hijo de Anske Lam y de Margien Winter. Se doctora en la Universidad de Utrecht. Se casa con Moorrees el 22 de abril de 1922, unión que dará dos hijos.
De 1919 a 1933 trabaja en el Jardín Botánico de Buitenzorg , y luego dirige el Museo nacional de botánica de Rijskherbarium, de 1933 a 1962. Enseña igualmente la botánica en la Universidad de Leiden de 1933 a 1962 y será rector de esa Universidad entre 1958 a 1959. Hace publicar trabajos sobre taxonomía, biogeografía y la filogenia de los vegetales superiores.

## Algunas publicaciones

### Libros
- 1932.  Miangas (Palmas) scattered annotations, made and collected. Ed. G. Kolff & Co. Batavia. 66 pp.
- 1932.  Fragmenta Papuana observations of a naturalist in Netherlands New Guinea. Ed. Arnold Arboretum of Harvard University, Jamaica Plain, Mass. 196 pp.

## Honores

### Epónimos
- (Annonaceae) Polyalthia lamii Cavaco & Keraudren[1]

- (Asteraceae) Vernonia lamii J.Kost.[2]

- (Burseraceae) Canarium lamii Leenh.[3]

- (Rubiaceae) Coprosma lamiana W.R.B.Oliv.[4]

- La abreviatura «H.J.Lam» se emplea para indicar a Herman Johannes Lam como autoridad en la descripción y clasificación científica de los vegetales.[5]

## Fuente
- Jacobs, M. 1984. Herman Johannes Lam (1892-1977) : the life and work of a Dutch botanist. 271 pp. ISBN 90-6203-545-0